# Eugène Verboeckhoven

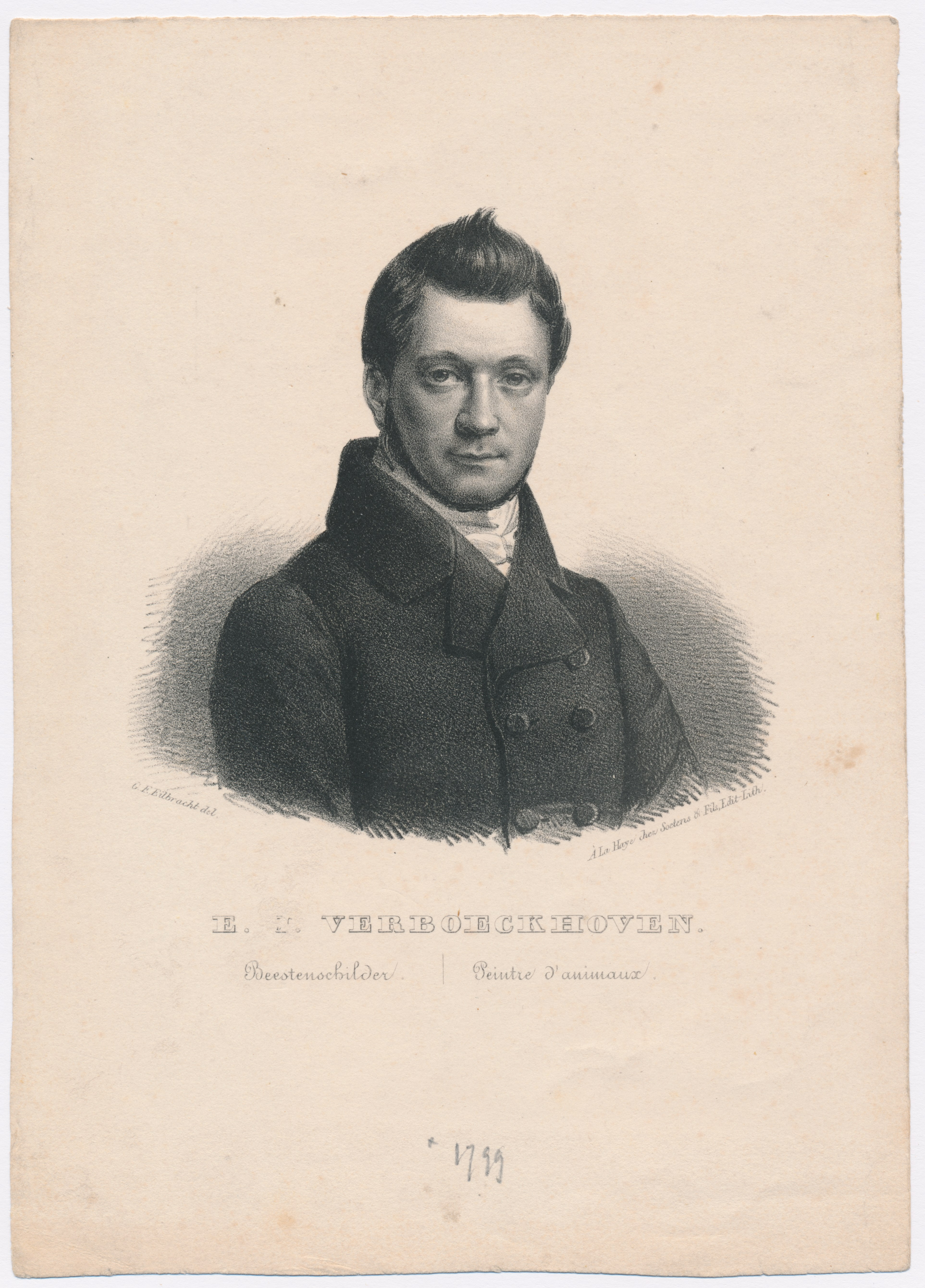
Gravure Eugène Verboeckhoven door Gerhardus Fredericus Eilbracht

Eugène Joseph Verboeckhoven (Waasten, 9 juni 1798 - Schaarbeek, 19 januari 1881) was een Belgisch romantisch kunstschilder, gespecialiseerd in taferelen met vee, paarden en wilde dieren die tot op de dag van vandaag wereldwijd roem als dierenschilder geniet. Hij was ook graveur en beeldhouwer.

## Familiekundige gegevens
Verboeckhoven werd geboren als zoon van beeldhouwer Barthélemy Verboeckhoven  (1759-1840) en Jeanne-Thérèse Six. Hij huwde te Gent op 19 juli 1822 met Apolline-Ferdinande Hebbelinck. Het echtpaar kreeg drie kinderen: Eugénie (x John Wick), Eugène-Barthélemy (x Elisabeth Verbist) en Hippolyte. Deze laatste werd uitgever in Brussel. Verboeckhoven ligt begraven op het kerkhof van de Sint-Suzannakerk in Schaarbeek.
Verboeckhoven was de oudere broer van marineschilder Charles-Louis Verboeckhoven (1802-1889), de oom van de kunstschilder Louis Verboeckhoven (1827-1884) en de grootvader van kunstschilderes Marguerite Verboeckhoven (1865-1949). Er bestond ook een familieverband met kunstschilder Jean-Baptiste de Jonghe. Verboeckhoven was vrijmetselaar.

## Levensbeschrijving

### Opleiding
Zijn vroegste artistieke opleiding kreeg Verboeckhoven als kind te Waasten en Bergen in de atelierpraktijk bij zijn vader. Door financiële nood stuurde Barthélemy zijn zoon uit werken in een speelgoedfabriek. Oorspronkelijk wilde hij eerst beeldhouwer worden. Hiervan bevindt zich een voorbeeld "Leeuw en Tijger" in het STAM. Omstreeks 1815 kwam Barthélemy met zijn gezin te Gent wonen. Verboeckhoven volgde er de lessen aan de Academie, onder andere van Bathasar Ommeganck (1755-1826), die in zijn tijd beschouwd werd als een der beste schilders van schapen. Verboeckhoven kreeg ook privaatonderricht van beeldhouwer Albert Voituron (1787-1847), die zijn eerste mecenas werd. 
Uit 1816 dateert Verboeckhovens eerste “officiële” schilderijtje: een weidelandschap met koeien. Te Gent had Verboeckhoven in de persoon van de verzamelaar Ferdinand Vanderhaeghen, een tweede belangrijke bewonderaar en mecenas.

### Een vliegende start in Gent
Verboeckhoven debuteerde als exposant tijdens het Gentse Salon van 1820 met een “Winterlandschap”. Het volgende jaar stuurde hij een gipsen beeld, 'Hebe' voorstellend, in. Uit 1822 dateerde een staatsieportret van Willem I te paard. Verboeckhoven werd uitgenodigd voor buitenlandse salons. 
Dat alles concretiseerde zich in aankopen door particulieren en musea en in verschillende eremetalen, zoals zilver te Douai in 1823 en 1825. Het Amsterdamse Rijksmuseum kocht in 1824 en 1825 werken van Verboeckhoven aan, onder andere "Landschap met vee en een herder  bij een boom". In 1824 reisde hij een eerste keer naar Londen. Tijdens zijn verblijf ontstonden enkele litho’s, onder andere de voorstelling van een leeuw, naar de natuur getekend in de koninklijke menagerie. 
Te Gent kwam Verboeckhoven aan de kost als tekenaar in de “Imprimerie Lithographique Kierdorff”. Op bestelling verzorgde hij er lithografisch werk met zowel industrieel als met meer artistiek karakter. Uit 1825 dateert het lithografisch album “Animaux remarquables de la Ménagerie” met afbeeldingen van wilde dieren uit de menagerie van de dierentemmer Martin. Een reeks litho’s met portretten van beroemde kunstenaars kwam tot stand tussen de jaren 1826 en 1829. Rond die periode schilderde hij voortaan geen menselijke figuren meer, maar zijn dieren kregen precies menselijke karakteristieken. Te Gent had Verboeckhoven als leerling Louis-Pierre Verwee (1807-1877), een romantische landschapschilder uit Kortrijk.

### Verhuis naar Brussel
Verwee zette zijn opleiding bij Verboeckhoven verder te Brussel, toen deze anno 1827 in de Terarkenstraat ging wonen. In 1828 ondernam Verboeckhoven een studiereis door Duitsland en Nederland. Hij maakte kennis met de werken van Paulus Potter, wat op hem een diepe indruk liet.
Te Brussel werden zijn dierenschilderijen die hij naar het Salon stuurde opgemerkt. Te Douai kreeg hij  in 1829 een gouden medaille. Omstreeks die tijd had Verboeckhoven te Brussel contacten met de Engelse dierenschilder Thomas Sidney Cooper, die de stiel van hem leerde (1803-1902).

### Revolutionair intermezzo
Toen in augustus 1830 de Belgische Revolutie uitbrak, trad Verboeckhoven toe tot het Jagerskorps van Chasteler. Als overtuigd patriot nam hij actief deel aan de gevechten en schermutselingen uit de jaren 1830-31. Door het voorlopig bewind aangesteld als directeur van de Brusselse Musea, ondernam Verboeckhoven stappen om kunstschatten uit de Antwerpse kathedraal (met schilderijen van Peter Paul Rubens) in veiligheid te brengen tijdens de beschieting van de stad. Kort na de revolutie leverde Verboeckhoven lithografisch werk met patriottische inslag, onder meer de romantische litho “De Belgische leeuw verbreekt zijn ketens”, die destijds grote bekendheid genoot.
In 1832 kreeg Verboeckhoven opdrachten vanwege het Belgische koningshuis: dat jaar voltooide hij het schilderij “Hondje van Koningin Louise-Marie”.  
In 1833 kwam het Brusselse tentoonstellingsleven weer op gang. In de Salon 1833 te Brussel presenteerde Verboeckhoven drie schilderijen, waaronder “Kudde opgeschrikt door een storm”. Zijn inzendingen werden met goud bekroond.  

### Leerlingen en samenwerkingen
Omstreeks 1834-1835 had Verboeckhoven Daniël-Adolphe Roberts-Jones  (1806-1874), de broers Charles Tschaggeny (1815-1894) en Edmond Tschaggeny  (1818-1873) als leerlingen in zijn Brussels atelier. Andere leerlingen waren Felix Bovie (°1812), Henri-Fernand Fanton-Lekeu (Liège, 1791-1858) en Friedrich-Wilhelm Keyl (1823-1871), De laatste was omstreeks 1845 leerling. De naar Barbizon uitgeweken landschap- en dierenschilder Charles-Ferdinand Sermain (1831-1906), genoemd “Ceramano”, claimde leerling te zijn geweest van Verboeckhoven. 
Geregeld werkte hij met de Tschaggenys samen aan één schilderij en stoffeerde hij schilderijen van broer Louis en van andere bevriende kunstenaars: Pierre-Jean Hellemans, Jean-Baptiste de Jonghe, Pieter-Frans De Noter, Barend Cornelis Koekkoek, Hermanus Koekkoek, Edouard Delvaux, Louis-Pierre Verwee, J. B. Klombeck, François-Xavier Roffiaen, Isidore Verheyden, Alexander Jozef Daiwaille, Henri Campotosto, N. J. Rosenboom, Victor Lagye en Frans Keelhoff. 
Tijdens de Brusselse Salon in 1836 kreeg Verboeckhoven opnieuw goud. Van zijn dertienvoudige inzending was er één werk dat zowel door het onderwerp als door de afmeting en de meticuleuze uitwerking aandacht trok: het 256 x 363 cm grote “Paardenkonvooi door wolven aangevallen in een Pools woud” (Amsterdam, Rijksmuseum).

### Italiëreis
In de jaren 1841-1842 ondernam Verboeckhoven een reis die hem via Frankrijk en Zwitserland naar Italië bracht. Het pittoreske landschap van de Campagna Romana vol antieke overblijfselen en bevolkt door talloze kuddes, boeide hem. De potloodschetsen die hij er maakte lagen aan de basis voor schilderijen met Italiaanse motieven. Het bekendste daarvan is het werk “Rust van het vee in de Campagna Romana” uit het Koninklijk Museum Schone Kunsten te Brussel. In Rome ontving Verboeckhoven een bestelling van kunstmecenas Prins Lodewijk I van Beieren.  
Tijdens de Salon 1841 te Parijs oogstte Verboeckhoven bijval met “Schapen door de storm opgeschrikt”. Het bracht hem een stroom positieve kritieken en een gouden medaille. In Parijs kreeg hij in 1855 een “grande médaille”. In 1852-1853 voerde Verboeckhoven opdrachten uit voor koning Leopold I: een schilderij dat zijn lievelingsdieren voorstelde (Museum van de Dynastie, Brussel) en een portret van Leopold I te paard (Museum van het Leger, Brussel). 
In 1846 exposeerde Verboeckhoven in de Salon in Parijs. Zijn contactadres was “chez. M. Coûteaux, 26, rue de la Chaussée d’Antin". Mettertijd betrok hij een huis aan de Haachtse Steenweg 184 in Brussel.

## Zijn stijl

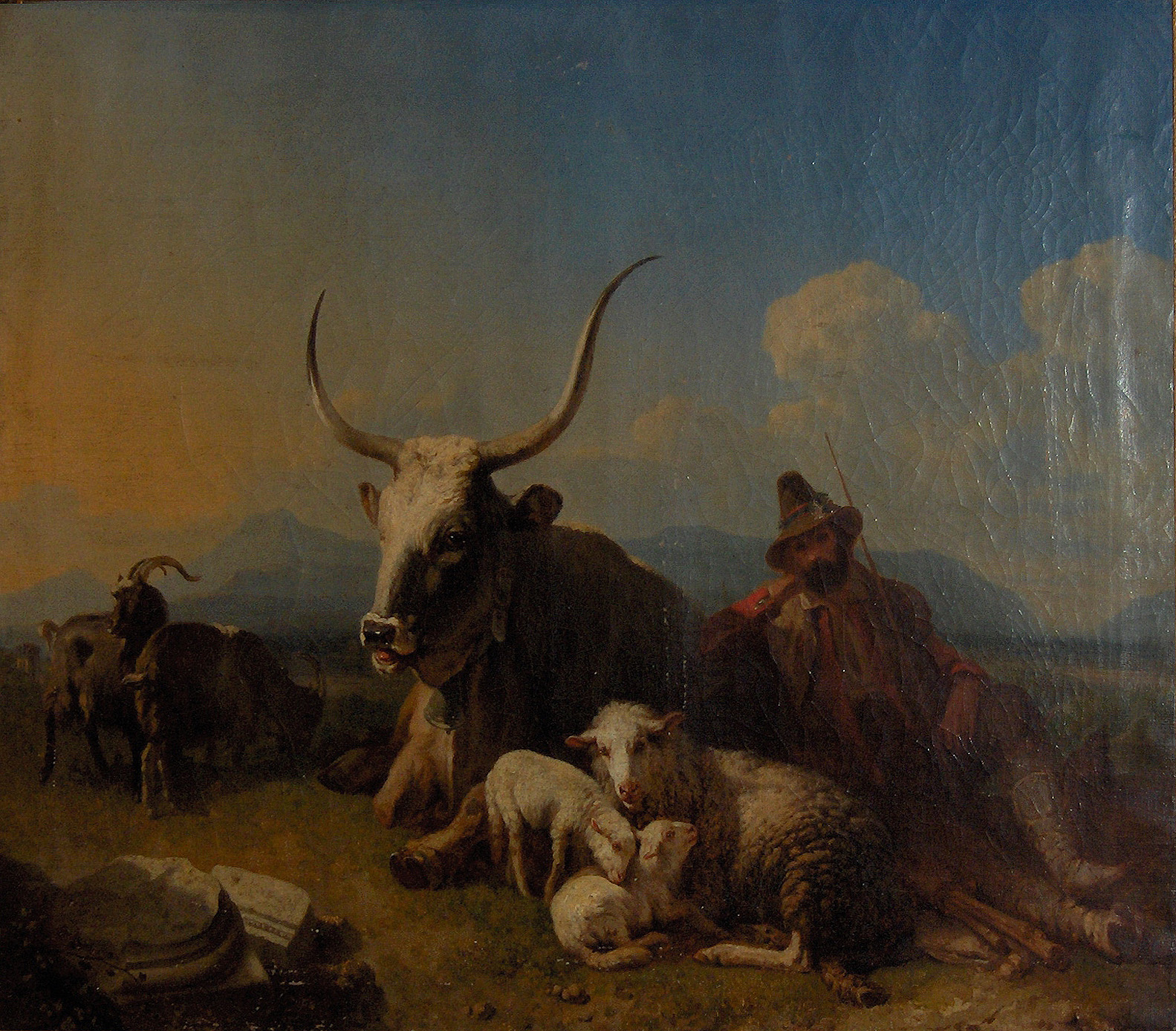
Herder met dieren op het platteland, toegeschreven aan Eugène Verboeckhoven (privécollectie)

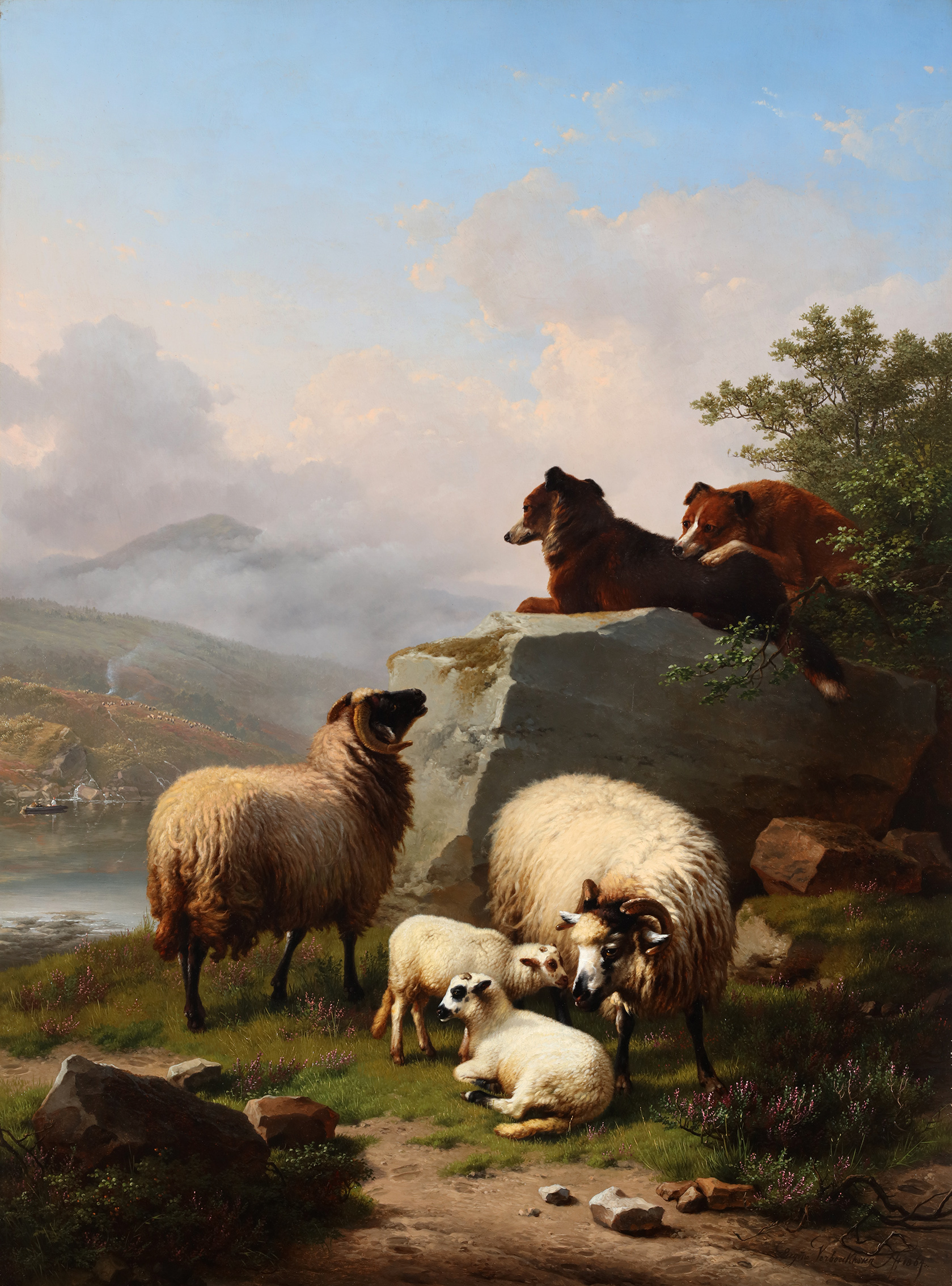
Twee honden bewaken de kudde (1864), geschilderd door Eugène Verboeckhoven.

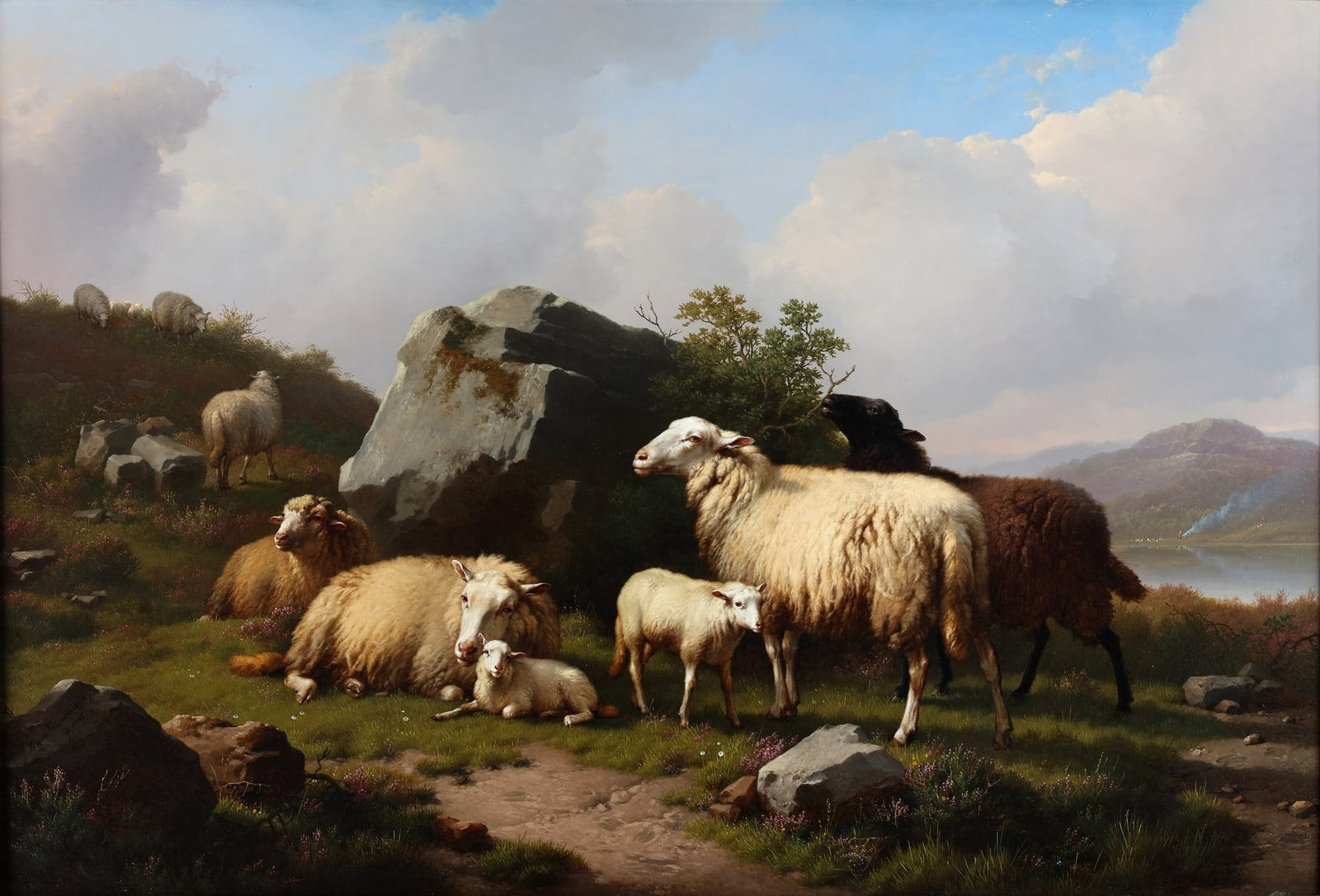
Landschap met een kudde schapen (1867), Amerikaanse collectie

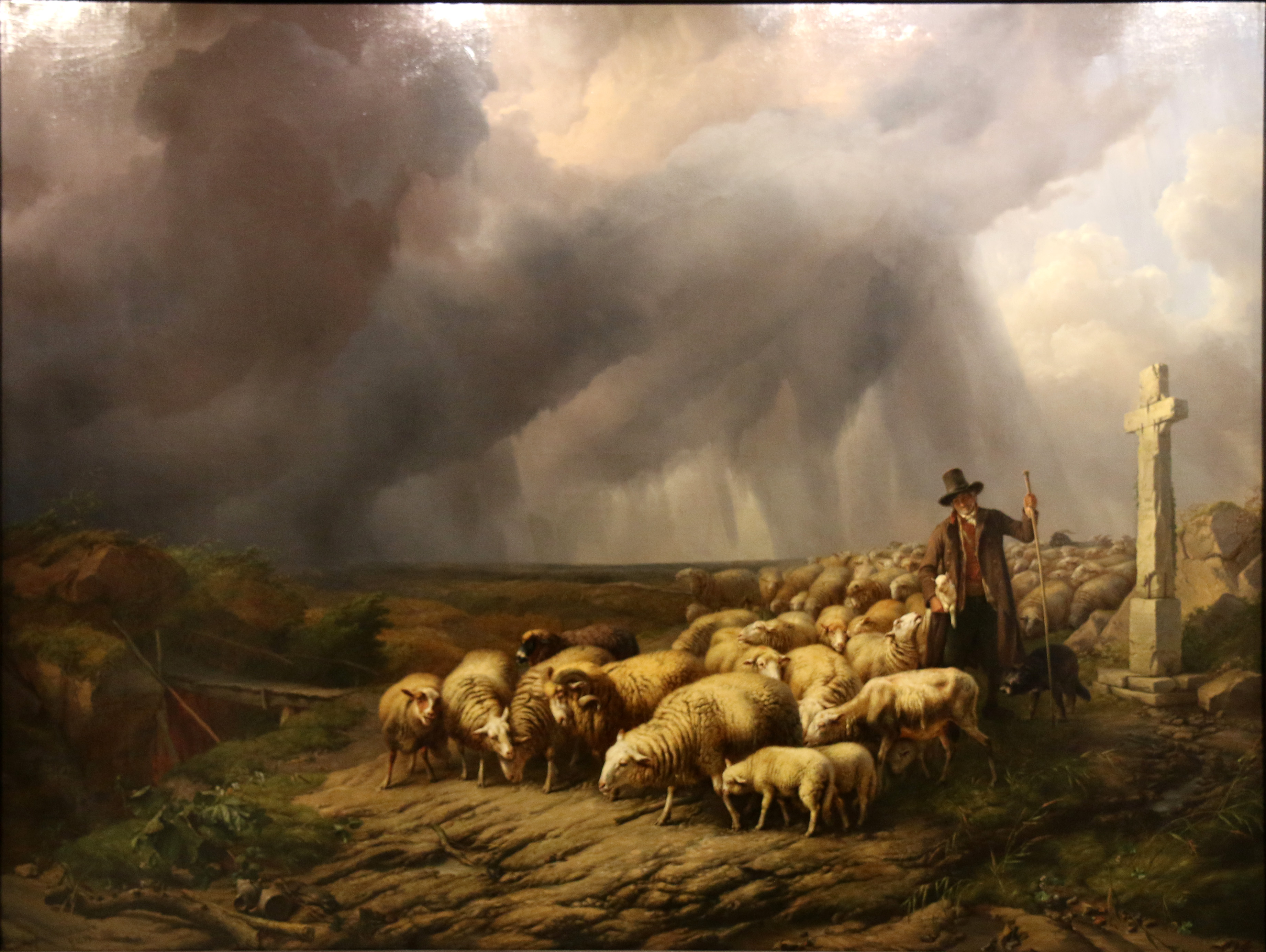
Kudde schapen verrast door het onweer (1839), Koninklijke Musea voor Schone Kunsten van België

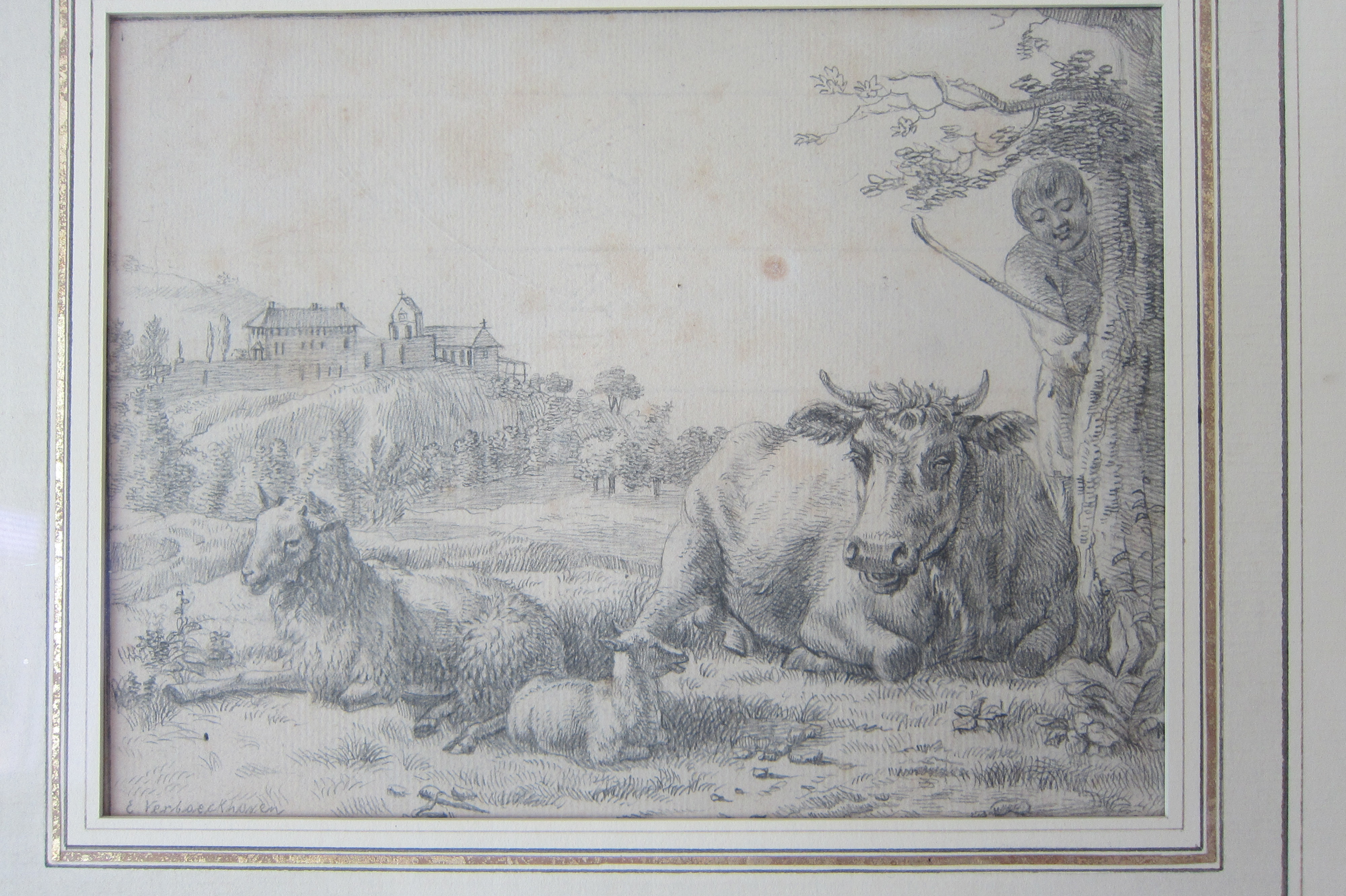
Tekening Eugène Verboeckhoven van herder en dieren met menselijke trekken (private verzameling)

De kunst van Verboeckhoven wortelde in de Noord- en Zuid-Nederlandse dierenschildering uit de 17e en 18e eeuw en zowel in de typisch Noordelijke als in de meer romantische, italianiserende strekkingen, binnen dat genre: Paulus Potter, Aelbert Cuyp, Nicolaes Berchem, Adam Pynacker, Balthasar-Paul Ommeganck. Dit waren kunstenaars bij wie Verboeckhoven te rade ging. Hij nam tamelijk getrouw hun formules over, maar bracht eigentijdse accenten aan in het uitzicht van zijn figuranten - de herders en reizigers - en in de decorelementen.
Verboeckhovens schilderstijl raakte na 1860 uit de mode, mede onder invloed van het realisme dat zijn intrede deed. Wat de Belgische dierenschilderkunst betreft was dat te merken bij Louis Robbe, Alfred Verwee en Joseph Stevens. Verboeckhovens inzendingen naar de Salons werden niet meer zo unaniem positief onthaald. Hij stelde minder frequent tentoon, trok zich een tijdlang de gemeentepolitiek aan en was van 1861 tot 1867 schepen van de gemeente Schaarbeek. Meer en meer werd kreeg hij officiële ere-opdrachten, als comitélid bij organisaties van tentoonstellingen bijvoorbeeld. Hij schilderde wel verder in zijn eigen stijl, zonder zich om de evolutie in de schilderkunst te bekommeren.
Een tamelijk gelijklopende schilder was de Nederlander Frans Lebret (Dordrecht, 1820-1909)
Verboeckhoven schilderde voornamelijk vee in hun natuurlijke omgeving; de stal of de weide; koeien en schapen, bokken en geiten, paarden en ezels staan doorgaans rustig op de weide, maar soms worden ze onrustig, opgeschrikt door een storm met dreigend wolkenspel. 
In de grotere (en duurdere) werken zijn ze vergezeld van een of meer herders, herderinnen en waakhonden. In regel werd de voorstelling gestoffeerd met pluimvee, vogels, kikkers, vlinders en planten. In zijn oeuvre duiken ook leeuwen en tijgers, kangoeroes en wolven, apen en slangen op. Toen Verboeckhoven te Gent woonde, schetste hij eens een leeuw in de kooi. Verboeckhovens visie op de dieren die zijn schilderijen bevolkten was geheel romantisch getint. Ze komen er telkens smetteloos, opgepoetst poserend, en gedetailleerd in voor. In hun blik legde Verboeckhoven graag een bijna menselijke expressie en als dusdanig gaf Verboeckhoven zijn dieren soms iets humaans mee. Dat antropomorfiserend spelen op het sentiment zou véél later door een Walt Disney worden uitgebuit in zijn tekenfilms.

## Postume atelierverkoop
In het jaar van zijn overlijden werd in de lente een gedeelte van zijn atelier in Parijs openbaar verkocht. De werken die geveild werden, veel studies, werden van een lakzegel voorzien. Zijn erfgenamen schonken enkele werken aan Waasten.
Door de herwaardering van de 19e-eeuwse schilderkunst, leveren zijn werken heden ten dage op veilingen recordprijzen op.

## Aanwezig in de grote collecties van zijn tijd
Bij zijn leven was Verboeckhoven in tal van verzamelingen vertegenwoordigd: die van Prosper Crabbe, Graaf de Liedekerke en Prins de Ligne te Brussel; die van Chauncy Hare Townshend, John Parsons, Joshua Dixon en Richard Wallace te London; die van Suermondt te Utrecht; in de verzamelingen Pillet-Will en de Rothschild te Parijs, die van James Lenox te New York, de Hertog van San Lorenzo te Madrid, Prins Galitzin te Sint-Petersburg en de Hemptinne te Gent.  
Er was werk van hem aanwezig in de koninklijke verzamelingen van België, Nederland, Portugal en Beieren. Verboeckhoven was lid van de Klasse der Schone Kunsten van de Koninklijke Academiën van België.

## Deelname aan tentoonstellingen
- Tentoonstelling van Levende Meesters 1822, Amsterdam : “De Beestenmarkt te Gent”, van P. De Noter gestoffeerd door E. Verboeckhoven
- Tentoonstelling van Levende Meesters 1822, Amsterdam : “Een Landschap met Vee”
- Salon 1822, Rijsel : 4 landschappen met dieren
- Salon 1823, Douai : “Landschap met figuren en dieren”, “Landschap met dieren”
- Tentoonstelling van Levende Meesters 1823, Den Haag : “De Beestenmarkt te Gent”, van P. De Noter, gestoffeerd door E. Verboeckhoven
- Salon 1825, Douai : “Landschap met figuren en dieren” (toen verz. Claus, Gent)
- Salon 1825, Rijsel : “Twee koeien op de weide”, “Landschap met figuren en dieren” (toen verz. Claus, Gent), “Studie van een ezel”
- Tentoonstelling van Levende Meesters 1825, Haarlem : “Een Landschap met runderen”, “Een Landschap met Vee”
- Tentoonstelling van Levende Meesters 1826, Amsterdam : “Een Brabants landschap”  van P. De Noter met stoffering van E. Verboeckhoven, “Boerenwoning in de Ardennen met Kozakken” van J.B. De Jonghe met stoffering van E. Verboeckhoven, “Een landschap met een drift vee door het water gaande”
- Tentoonstelling van Levende Meesters 1828, Amsterdam : “De Vismarkt te Antwerpen” van P.F. De Noter; gestoffeerd door Verboeckhoven, “Een witte Stier met twee liggende en een staande Koe”
- Salon 1828, Kamerijk : “Een reiziger aait zijn hond”, “Een herder hoedt een ezel en twee schapen”
- Salon 1829, Douai : “4 landschappen met dieren
- Salon 1831, Douai : “Landschap et dieren” (2x)
- Salon 1833, Douai : “Landschap met dieren” (2x)
- Salon 1834, Rijsel : “Kudde opgeschrikt door een onweer"
- Tentoonstelling van Levende Meesters 1835, Amsterdam : “Grazend koe” (potloodtekening)(2x)
- Tentoonstelling van Levende Meesters 1839, Den Haag : “Een strandgezicht bij opkomende vloed”
- Tentoonstelling van Levende Meesters 1840, Rotterdam : “Een stadsgezicht te Gent, bij winter” van P.F. De Meester, gestoffeerd door E. Verboeckhoven, “Een Stadsgezicht” van P.F. De Noter; gestoffeerd door E. Verboeckhoven, “Een ten anker liggende Brik zijne zeilen drogende; woelend water” (wellicht een werk van zijn broer door Eugène gestoffeerd), “Een Landschap”
- Tentoonstelling van Levende Meesters 1841, Amsterdam, “Een Wintergezicht” van A. Bodeman gestoffeerd door E. Verboekhoven, “Landschap” van Hellemans gestoffeerd door E. Verboekhoven, “Een Geit”,
- Tentoonstelling van Levende Meesters 1841, Amsterdam : “Landschap” van J.B. De Jonghe gestoffeerd door Eugene Verboeckhoven, “Een Landschap met vee”, “Landschap met twee koeien”, “Landschap met ezel”
- Tentoonstelling van Levende Meesters 1841, Den Haag :”Schaap in een weide”
- Tentoonstelling van Levende Meesters 1841, Utrecht : “Landschap met schapen”,  “Twee koeien”, “Een Ezel”
- Tentoonstelling van Levende Meesters 1842, Den Haag : “Twee Schapen en een lam bij een stal”
- Tentoonstelling van Levende Meesters 1843, Den Haag :  “Een Zwitserse stal met schapen en pluimvee”, “Een groot landschap met vee, in de omstreken van Rome”
- Tentoonstelling van Levende Meesters 1844, Amsterdam : “Voorstelling van Oprechtheid, Vertrouwen en Verlating, in drie afdelingen” van Fanny Geefs gestoffeerd door Verboeckhoven
- Tentoonstelling van Levende Meesters 1844, Rotterdam : “Landschap met vee”, “Liggende koe”, “Stal met schapen”
- Tentoonstelling van Levende Meesters 1846, Rotterdam : “Tafereel met honden en een papegaai”, “Landschap met schapen”
- Salon 1846, Paris : “Hond van de Pyreneeën”, “Een Braziliaanse paardenstoeterij”, “Twee spaniëls en diverse accessoires”, “Landschap met dieren” (2x)
- Tentoonstelling van Levende Meesters 1847, Den Haag ; “Eene weide met vee”, “Landschap” van L.P. Verwee, gestoffeerd door E. Verboeckhoven
- Tentoonstelling van Levende Meesters 1848, Amsterdam  “Landschap” van L.P. Verwee, , gestoffeerd door E. Verboeckhoven (2x), “Een landschap met gevogelte”
- Tentoonstelling van Levende Meesters 1848, Rotterdam : “Een koe en schapen”, “Een Italiaans landschap met vee” (toen eigendom van M.A.F.H. Hoffmann uit  Den Haag), “Landschap” van L.P. Verwee, gestoffeerd door E. Verboeckhoven
- Tentoonstelling van Levende Meesters 1848, Utrecht : “Gezicht in de omstreken van Baden-Baden, met een kudde schapen” van L.M. Verwee, gestoffeerd door E. Verboeckhoven; “Landschap” van L.P. Verwee gestoffeerd door E. Verboeckhoven
- Tentoonstelling van Levende Meesters 1849, Den Haag : ”Een landschap in Brabant” van J.M. Cels, gestoffeerd door E. Verboeckhoven, “Een landschap met vee aan de boorden van de Sambre”, “Schapen in een weide”, “Landschap” van L.P. Verwee, gestoffeerd door E. Verboeckhoven
- Tentoonstelling van Levende Meesters 1851, Den Haag : “Landschap” van L.P. Verwee, gestoffeerd door E. Verboeckhoven.
- Tentoonstelling van Levende Meesters 1852, Amsterdam : “Een boomrijk landschap” van L.P. Verwee,gestoffeerd door E. Verboeckhoven
- Tentoonstelling van Levende Meesters 1854, Amsterdam : “Wintergezicht op de Maas” van N.J. Rooseboom, gestoffeerd door Eug. Verboeckhoven
- Tentoonstelling van Levende Meesters 1857, Den Haag : “Een kudde schapen terug komende in de schaapskooi”, “Herinnering aan de Kempen”
- Tentoonstelling van Levende Meesters 1858, Amsterdam : “Een Landschap in de Provincie Namen” van C. Lieste uit Haarlem, gestoffeerd door Eug. Verboeckhoven), “Schapen en Lammeren”, “Een kudde in de stal terugkerende”
- Tentoonstelling van Levende Meesters 1871, Amsterdam : “Landschap met een  kudde vee aan een vlietend water” van A.J. Daiwaille, gestoffeerd door E. Verboeckhoven

## Eerbetoon
In Schaarbeek is het Eugène Verboekhovenplein naar hem vernoemd.

## Musea en openbare verzamelingen
- Amsterdam, Rijksmuseum
- Antwerpen, Dierentuin
- Antwerpen, Koninklijk Museum voor Schone Kunsten, Museum Ridder Smit van Gelder
- Berlijn
- Brugge, Steinmetzkabinet
- Brussel, Museum van het Leger en de Krijgsgeschiedenis
- Brussel, Kon. Musea voor Schone Kunsten van België
- Brussel, Museum van de Dynastie
- Brussel, Koninklijk Prentenkabinet
- Brussel, Belfius Collectie (ex-Gemeentekrediet en ex-Dexia)
- Cleveland Museum of Art, Ohio (“Herder en kudde”)
- Diest, Stedelijke verzameling ("Schapen verrast door een onweer" (1839))
- Gent, Verzameling van de Provincie, Museum voor Schone Kunsten en STAM;
- Haarlem
- Kaapstad, Natale Labia Museum (“Geiten”)
- Königsberg
- Leipzig, Museum der Bildenden Künste
- Lier, Museum Wuyts-Van Campen en Baron Caroly
- Londen, Courtauld Institute of Art
- Londen, Wallace Collection
- Londen, Victoria and Albert Museum
- Luik, Musée des Beaux Arts
- Luxemburg, Pescatore Museum
- Maaseik, John Selbach Museum (stoffering landschap van Louis-Pierre Verwee, uit 1840 en landschap van Marinus Adrianus Koekkoek (1807-1868), gedateerd: 1856)
- Manchester, Manchester City Art Gallery
- Bergen, Musée du Chanoine Puissant
- University of Montana Museum of Fine Arts (“Kippen”)
- München, Bayerische Staatsgemälde Sammlungen
- New York, The Dahesh Museum of Art
- Oostende, Mu.ZEE (voorheen Museum voor Schone Kunsten) (Landschap met dieren; I. Verheyden & Verboeckhoven
- Oslo, Nasjonalgalleriet (Boslandschap met dieren; 1836; Hellemans & Verboeckhoven)
- Parijs, Musée du Louvre
- Schaarbeek, Gemeentelijke verzameling
- Sint-Petersburg (het vroegere Leningrad), Hermitage
- Turnhout, Stadsmuseum Taxandra
- Verviers, Musée Communal
- Waasten/Komen, Gemeentelijke Verzameling (enkele schilderijen, familieportretten en documenten zoals foto’s van zijn huis aan de Haachtse Steenweg 184, zijn bezoekerslijst en een schrift met zijn successie)

### Documenten
- Antwerpen, AMVC-Letterenhuis (brief)
- Fondation Custodia (brieven)
- Waasten, Gemeentelijke Verzameling

## Iconografie
Portretten in lithografie door Hesse (1822), G. E. Eilbracht, J. B. Madou en J. J. Eeckhout-G.P. van den Burggraaff (1822). 
In de verzameling F. Vanderhaeghen te Gent berustte een zelfportret uit 1822 en het Koninklijk Museum voor Schone Kunsten te Antwerpen bezit er een uit 1864. Het Museum Broodhuis te Brussel bewaart zijn portret, geschilderd in miniatuur op ivoor door Ed. de Latour (1851). Verder vinden we Verboeckhoven afgebeeld als lansdragend personage links op het grote doek “Episode uit de Septemberdagen” van Gustaaf Wappers (1835, Brussel, K.M.S.K.).  De beeldhouwers Charles Fraikin en Emile Namur maakten busteportretten van Verboeckhoven en zijn profiel komt voor op een huldepenning, door medailleur Hart uit 1836.